# باتسي ويلارد
باتسي ويلارد (بالإنجليزية: Patsy Willard) هي غطاسة أمريكية، ولدت في 18 مايو 1941 في فينيكس في الولايات المتحدة.

## وصلات خارجية
- باتسي ويلارد على موقع اللجنة الأولمبية الدولية (الإنجليزية)
- باتسي ويلارد على موقع أوليمبيديا (الإنجليزية)